# Furna dos Ninhos
A Furna dos Ninhos é uma gruta portuguesa localizada na freguesia da Agualva, concelho da Praia da Vitória, ilha Terceira, arquipélago dos Açores.
Esta cavidade apresenta uma geomorfologia de origem vulcânica posta a descoberto pela erosão e localizada em arriba. Apresenta um comprimento de 19 m. por uma altura também máxima de 2 m. Devido às suas carateristicas geomofológicas encontra-se classificada na Rede Natura 2000.